# Академія економічних досліджень Молдови
Академія економічної освіти Молдови (рум. Academia de Studii Economice a Moldovei) — вищий економічний навчальний заклад Республіки Молдова, акредитований державою.
Університет засновано 25 вересня у 1991 році.
Навчання в університеті проводиться румунською і російською мовами. Існують також спеціальні групи, яким викладають однією з іноземних мов (французькою, англійською).

## Факультети
- Факультет бізнесу та управління (менеджмент, маркетинг, товари і торгівля, туризм та готельні послуги, фізичне виховання і спорт)
- Факультет економіки і права (теорія і економічна політика, соціальне управління, приватне право, публічне право, економічні зв'язки та навчання)
- Факультет міжнародних економічних відносин (міжнародний бізнес, сучасні мови бізнесу, економічне мислення, демографія та геоекономіка)
- Факультет фінансів (банки і банківська діяльність, фінанси і страхування, філософія та політологія, прикладні сучасні мови, інвестиції та ринки капіталу)
- Факультет бухгалтерського справи (бухгалтерський облік і аудит, бухгалтерський облік, фінансовий і економічний аналіз);
- Факультет економічної кібернетики, статистики та економічної інформатики (кібернетика та інформатика, статистика та економічне прогнозування, математика, основи економічної інформатики);